# الدوري الإسباني الدرجة الثانية 1979–80
دوري الدرجة الثانية الإسباني 1979–80 (بالإسبانية: Segunda División de España 1979-80)‏ هو الموسم 49 من دوري الدرجة الثانية الإسباني. أشرف على تنظيمه الاتحاد الملكي الإسباني لكرة القدم، وكان عدد الأندية المشاركة فيه 20، وفاز فيه ريال مورسيا.